# Herrschaft Bretzenheim
Die Herrschaft Bretzenheim war ein kleineres Territorium des Heiligen Römischen Reiches an der Nahe (heute Landkreis Bad Kreuznach). Sie war in der Bank der Grafen und Herren im Oberrheinischen Reichskreis vertreten und wurde 1789 zum Reichsfürstentum erhoben. 1795 wurde das Fürstentum im Rahmen der Koalitionskriege französisch besetzt und zerschlagen.

## Geschichte
Der Ort Bretzenheim wurde im Jahr 1057 erstmals urkundlich erwähnt, als der damalige Erzbischof Anno II. von Köln die beiden Dörfer Winzenheim und Bretzenheim Richeza, der Witwe des Polenkönigs Mieszko II., als Lehen übergab. Bis 1789 hatte das Kurfürstentum Köln die Grundherrschaft über die Herrschaft Bretzenheim, die von Anfang an auch Winzenheim, später auch Planig umfasste. Lehensnehmer waren später die Pfalzgrafen bei Rhein, gefolgt von den Grafen von Falkenstein in verschiedenen Linien, bevor 1642 Graf Alexander II. von Velen die Herrschaft kaufte. 1664 erhob Kaiser Leopold I. Bretzenheim zur freien Reichsherrschaft. Im Jahre 1669 kaufte er die Dörfer Dasbach, Kettenbach und Hausen (bei Idstein) von den Freiherren von Cornberg hinzu. Nachdem Graf Alexander IV. von Velen 1733 ohne Erben gestorben war, zog das Erzstift Köln das Lehen ein und vergab es 1734 an Graf Ambrosius Franz von Virmont, der 1744 ebenfalls ohne Erben verstarb, woraufhin 1747 Freiherr Ignaz Felix von Roll zu Bernau mit Bretzenheim belehnt wurde. Dieser verkaufte die Herrschaft 1772 für 300.000 Gulden an Graf Karl August von Heydeck, einen illegitimen Sohn des Kurfürsten Karl Theodor von der Pfalz. Karl August wurde 1774 zum Reichsgrafen und 1789 zum Reichsfürsten erhoben, Bretzenheim stieg damit von einer Reichsherrschaft zum Reichsfürstentum auf. Bereits 1795 wurde das Fürstentum aber im Rahmen der Koalitionskriege französisch besetzt und zerschlagen. Nach dem Wiener Kongress 1815 wurde Bretzenheim der preußischen Rheinprovinz eingegliedert.